# Ignotus Hugó
Ignotus Hugó, (szül. Veigelsberg Hugó, Pest, 1869. november 17. – Budapest, 1949. augusztus 3.) magyar költő, író és újságíró. A magyar kritikatörténelem meghatározó alakja, a Nyugat első húsz évében a folyóirat főszerkesztője. A városi költészet egyik kiemelkedő képviselője, eszperantista.
Ignotus a modern magyar irodalom szervezője: hatalmas szerepe volt abban, hogy a Nyugat aranynemzedéke világszínvonalra emelte a magyar irodalmat. L’art pour l’art definiálja művészetét, szemben állt a maradisággal, a haladás híve volt.
Az „Ignotus” kezdetben írói álneve volt, de 1907-ben törvényesen is felvette ezt a nevet: előbb Ignotus-Veigelsberg Hugó, utóbb Ignotus Hugó alakban. Magyar nyelvű írásait továbbra is végig „Ignotus”-ként írta alá, a német nyelvűeket pedig ettől kezdve „Hugó Ignotus”-ként. A szó latinul ’ismeretlen’-t jelent.

## Élete

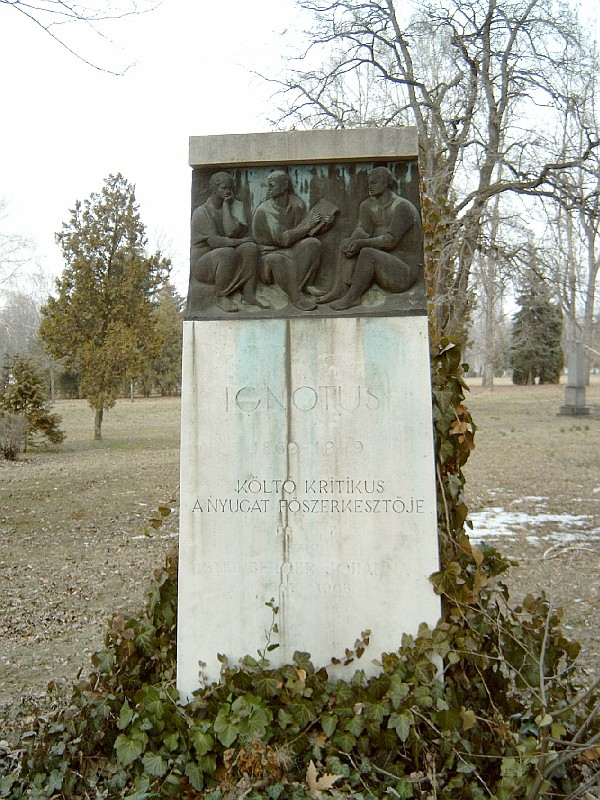
Ignotus Hugó sírja Budapesten, a Fiumei úti sírkertben (24/1-2-72), Martsa István alkotása

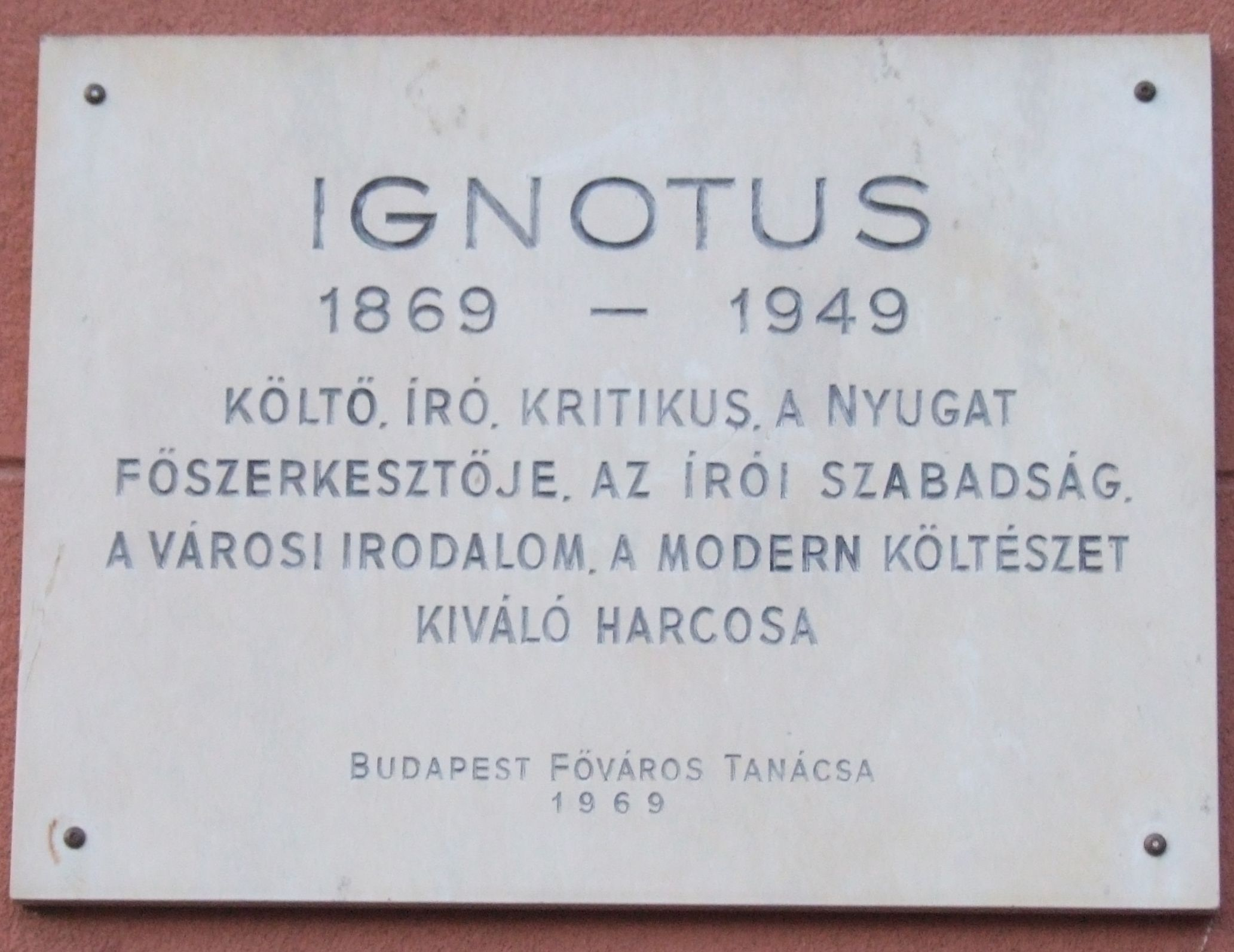
Emléktáblája a róla elnevezett, XII. kerületi- Városmajor utcában

Édesapja Veigelsberg Leó, a Pester Lloyd főszerkesztője és vezércikkírója, édesanyja Schönberger Katalin. Ignotus beleszületett abba a német és magyar ajkú, magyar-zsidó, kettős identitású szerepbe, amely az asszimiláns pesti zsidó értelmiséget jellemezte a századforduló környékén. Édesapja az első magyar-zsidó értelmiségi réteghez tartozott. A pesti zsidó értelmiség jelenléte a gazdaságban is jelentős volt. Ignotus egy percig sem feledkezett el származásáról.
Testvérei: Veigelsberg Viktor (1875–1958), aki a budapesti egyetemen szerzett jogászdiplomát, majd mint pártfogó ügyvéd dolgozott és Veigelsberg Emma (1871 körül–1944) némettanárnő. Ők mindketten Véghelyire változtatták nevüket.
Ignotus Hugó Budapesten végzett jogot, majd újságíró lett. 1891-től A Hét című irodalmi folyóiratnál dolgozott, az újságban már egyetemi éveiben is jelentek meg írásai. 1893-tól indult az a receptpályázat, amelynek eredményeképp, az olvasók által beküldött receptek legjobbjait, „Emma asszony szakácskönyvét” – „A Hét szakácskönyve” címmel először 1902-ben adták ki. Még két kiadást ért meg: az utolsót 1908-ban, a Nyugat című folyóirat megalakulásának évében adták ki. 
1900. július 2-án Budapesten a Terézvárosban feleségül vette Steinberger Jankát, Steinberger Jakab és Klein Júlia lányát, a házasságuk 1914-ben válással végződött.
1902-től a Magyar Hírlap munkatársa, s mint riporter, volt Németországban, Törökországban, a Balkánon és az USA-ban is. Nagy nyelvtudásával mindenhol kiismerte magát, külföldi tapasztalatai nagymértékben befolyásolták hazájáról alkotott nézeteit. A Demokratia szabadkőműves páholyba 1906-ban lépett be, ahol hamarosan különböző vezető posztokra választották meg.
1906-ban ő az egyik alapítója a Szerda című folyóiratnak, csakúgy, mint az 1908-ban induló Nyugat című folyóiratnak is, amelynek 1908–1929 között főszerkesztője volt. Elsőnek értette meg Ady Endre eredetiségét (1906) és Babits Mihály értékeit (1908). Lelkesedett Móricz Zsigmondért, 1915-ben ő fedezte fel Tersánszky Józsi Jenőt. 
1916. április 9-én Budapesten feleségül vette Somló Alice-t (a közéletben Lili), Spitzer Jakab és Abeles Klára leányát, ám házasságuk 1929-ben válással végződött.  1919-ben, a Magyarországi Tanácsköztársaság bukása után Bécsbe emigrált az ellenforradalom és a felelősségre vonás elől, s Ausztriában dolgozott újságíróként. 1926-ban a legelsők egyikeként hívta fel a figyelmet József Attilára. Osvát Ernő halála után (1929) levették nevét a folyóiratról; ezért hosszas és személyes vitát kezdett Babits Mihállyal.
1929. augusztus 27-én Budapesten feleségül vette Berényi Lilit, Berényi Dávid és Krausz Julianna lányát. 1934. április 3-án áttért a római katolikus vallásra, 1938-ban a zsidótörvények miatt Amerikába menekült. 1944-ben az amerikai American Academy and the National Institute of Arts and Letters-től irodalmi díjat vett át. 1948-ban halálos betegen települt haza. Ő töltötte be Gyulai Pál halála után az „irodalmi vezér” posztot. Hazatérése után ismét tagja lett az 1945 után újjáalakult Demokratia páholynak.
Fia, Ignotus Pál méltó folytatója volt az apja teremtette publicisztikai hagyománynak, a Nyugat őrségváltása után létrehozta az egyik ellen-Nyugatot, a Szép Szó című folyóiratot.

## Költészete
Ignotushoz a líra állt a legközelebb, viszont csupán egy maroknyi vers maradt ránk tőle. Másodrendűnek érezte költői tehetségét a Nyugat aranynemzedékének költői-írói mellett. Költőként gyorsan elhallgatott, mindössze két verseskötete jelent meg. Költészete szinte kizárólag szerelmi költészet. Verseinek motívumrendszerében hétköznapi képek dominálnak, hangnemére, látásmódjára a vallomásos jelleg a jellemző.

## Újságírói munkássága
Újságíróként dolgozott A Hétnél, a Magyar Hírlapnál, a Nyugatnál, a Keleti újságnál, emigrációjában amerikai magyar lapoknak írt (Szabadság, Harc).
Ignotus publicisztikájának állandó eleme a dualista rendszer védelme - kritikai attitűddel. Ignotus kiváló elbeszélő és tudatos mítoszépítész az újságírás területén. I. Ferenc József halála alkalmából írt cikkében az elhunyt uralkodót felmagasztalja, véleménye szerint Magyarországnak Mátyás király óta nem volt nemzetibb királya Ferenc Józsefnél.
Az utolsó békeévben prófétai erővel ír politikai cikkeket a Nyugatba, prófétaként a népért könyörög, elemzi az ország kétségbeejtő helyzetét, ostoroz és aggódik hazája sorsa miatt. Háborús írásaiban, vízióiban előre látja a megcsonkított Magyarországot, és az ország keletre tolódását.
Ignotust ifjabb Andrássy Gyula miniszterelnökhöz baráti és familiáris kapcsolatok fűzték. A Monarchia „közös” miniszterének elgondolásai Ignotus publicisztikái során jutottak el az emberekhez. Formába öntötte baráti beszélgetéseiket, így az ő véleménye is megjelent a cikkekben. Ignotus azonban soha nem azonosult teljesen Andrássy nézeteivel. Mindemellett Tisza Istvánnal egyáltalán nem volt képes a közös munkára.

## Ignotus és aNyugat
A Szerda hetilap méltó utódja a Nyugat, Ignotus mindig is alkalmas volt a folyóirat-teremtésre. Megnyerte a tervnek Hatvany Lajost, a nagy műveltségű, irodalomtörténésznek tanuló bárófiút, valamint Osvát Ernőt, a kor legnagyobb szerkesztőegyéniségét.
A Nyugat első száma Ignotus program- és vezércikkével jelent meg 1908 január elején. Ebben a nagy vihart kavart írásában a Kelet és Nyugat ellentétéről és kapcsolatáról, kis népek dilemmájáról fogalmazza meg érzéseit. „A nap s az emberiség s a történelem keletről nyugatra tart. Kelet népének is ez az útja, s ha járja: azon nap alatt jár, annak az emberiségnek felese, annak a történelemnek alakítója, mint a legnagyobb nemzetek. (...) S így van megírva, hogy égen és földön, tudásban, szépségben és munkában mindenütt honfoglaló legyen kelet népe.”
Ignotus jelentőségét jól mutatja az alábbi, Fenyő Miksától származó idézet: „Ha a Nyugat nem lett volna Nyugat Ady nélkül, aligha lett volna Ignotus nélkül.”
1908–1918 és 1919–1928 között ő volt a Nyugat legfontosabb ideológiateremtője. Ignotus munkásságának vezérfonala a gondolatszabadság, ami miatt sokan nemzetietlenséggel és magyartalansággal vádolták.

## Kritikái
L’art pour l’art meghatározza művészetét, szemben áll a maradisággal, a haladás híve. Éles kritikai karddal áll ki a nyugatos írók és költők mellett, és harcol a maradiság ellen. Nála a mérce az esztétikai teljesítmény, a művészi tökély. Szerinte Ady a mérce, mindent hozzá kell mérni. Ady Endre kortársa és irodalmi „ellenfele”, Szabolcska Mihály verseivel kapcsolatos kritikáiban valóban a népiesség, az elmaradottság ellen szólal fel. Kifejti, hogy a népiesség nagy érték, de a haladás felé kell tekinteni.
Ignotus színházi kritikákat is írt, kritikáiból fontos információkat kaphatunk a közönségről is. Ő volt az első, aki név szerint említette a rendezőket. Gondosan és művészien megszerkesztett politikai témájú kritikáiban harcol a nemesi reakció ellen, de nem lép túl a polgári liberalizmuson.

## Irodalmi jelentősége
Ignotus a magyar kritikatörténelem egyik legnagyobb alakja, irodalomszervezésének hatása aligha mérhető fel. Az utókor gyorsan megfeledkezett róla, holott majdnem három évtizeden át a modern magyar irodalom harcos kritikusa volt. Megalapozta az impresszionistának nevezett, élményközpontú, intuitív kritikaírást, mely a teljes művészi és befogadói szabadságot hirdeti. Sajnos, gazdag publicisztikájának nincs recenziója, és részletes életrajzot sem írtak róla.

## Díjai, elismerései
- Pro Arte
- Baumgarten-díj (1949)

## Művei
- A Slemíl keservei; Grill, Budapest, 1891
- Vallomások; Singer-Wolfner, Budapest, 1895
- Versek; Singer-Wolfner, Budapest, 1895
- Változatok a G-húron; Lampel, Budapest, 1902 (Magyar könyvtár)
- A Hét szakácskönyve. A Hét pályázatára beérkezett reczipékből összeállította Emma Asszony; A Hét, Budapest, 1902
- Legteljesebb legyező- és virágnyelv; Pannonia Ny., Komárom, 1905
- Olvasás közben jegyzetek és megjegyzések; Franklin, Budapest, 1906
- Feljegyzések; Grill, Budapest, 1909 (Magyar írók aranykönyvtára)
- Kísérletek cikkek és képek; Nyugat, Budapest, 1910
- Színházi dolgok. Cikkek; Nyugat, Budapest, 1910
- Egy év történelem. Jegyzetek 1914 tavaszától 1915 nyaráig; Athenaeum, Budapest, 1916
- Egy év halál. Jegyzetek 1914 tavaszától 1915 nyaráig; Athenaeum, Budapest, 1916
- Ignotus verseiből; Nyugat, Budapest, 1918
- Ignotus novelláiból; Nyugat, Budapest, 1918
- Olvasás közben. Új folyam. Újságcikkek 1913 és 1921 közzül; Fischer, Wien, 1922
- L'amour. Ses joies. Ses amertumes. Son rôle social; Jouve, Paris, 1927
- A Nyugat útja; Lőrincz Ernő, Budapest, 1930
- Ignotus válogatott írásai. Versek, novellák; vál., sajtó alá rend., bev. Komlós Aladár; Szépirodalmi, Budapest, 1969
- Emma asszony levelei. Egy nőimitátor a nőemancipációért; összeáll., bev., jegyz. Kardos Péter; Magvető, Budapest, 1985 (Magyar hírmondó)
- Túl az óFerenczián. Válogatás Ignotus pszichoanalitikus vonatkozású írásaiból; összeáll., jegyz., előszó, utószó Hárs György Péter; Múlt és Jövő, Budapest, 2010 (Nepeś. Múlt és Jövő pszichológia)